# Aréna Florian-Guindon
L'aréna Florian-Guindon est un complexe sportif situé à Saint-Eustache, dans les Laurentides, au Québec.
Il fait partie du Complexe Walter-Buswell avec l'aréna Paul-Tardif. On y offre entre autres du hockey libre, du patinage libre, du hockey mineur et de la crosse. Par le passé, l'aréna a été le domicile des Régents de Laval-Laurentides-Lanaudière de la Ligue de hockey midget AAA du Québec.